# لعنت درخت انجیر
لعنت درخت انجیر از معجزات عیسی در رسولان است که در انجیل‌های متی و مرقس آمده ولی در انجیل یوحنا یا لوقا نیامده است. طبق مرقس، عیسی پس از بازگشت پیروزمندانه به اورشلیم و پیش از تطهیر معبد، یک درخت انجیر را به دلیل بی‌ثمر بودن نفرین کرد، فردای آن روز، آن درخت خشکید. متی هر دو رخداد را در یک روز می‌داند.

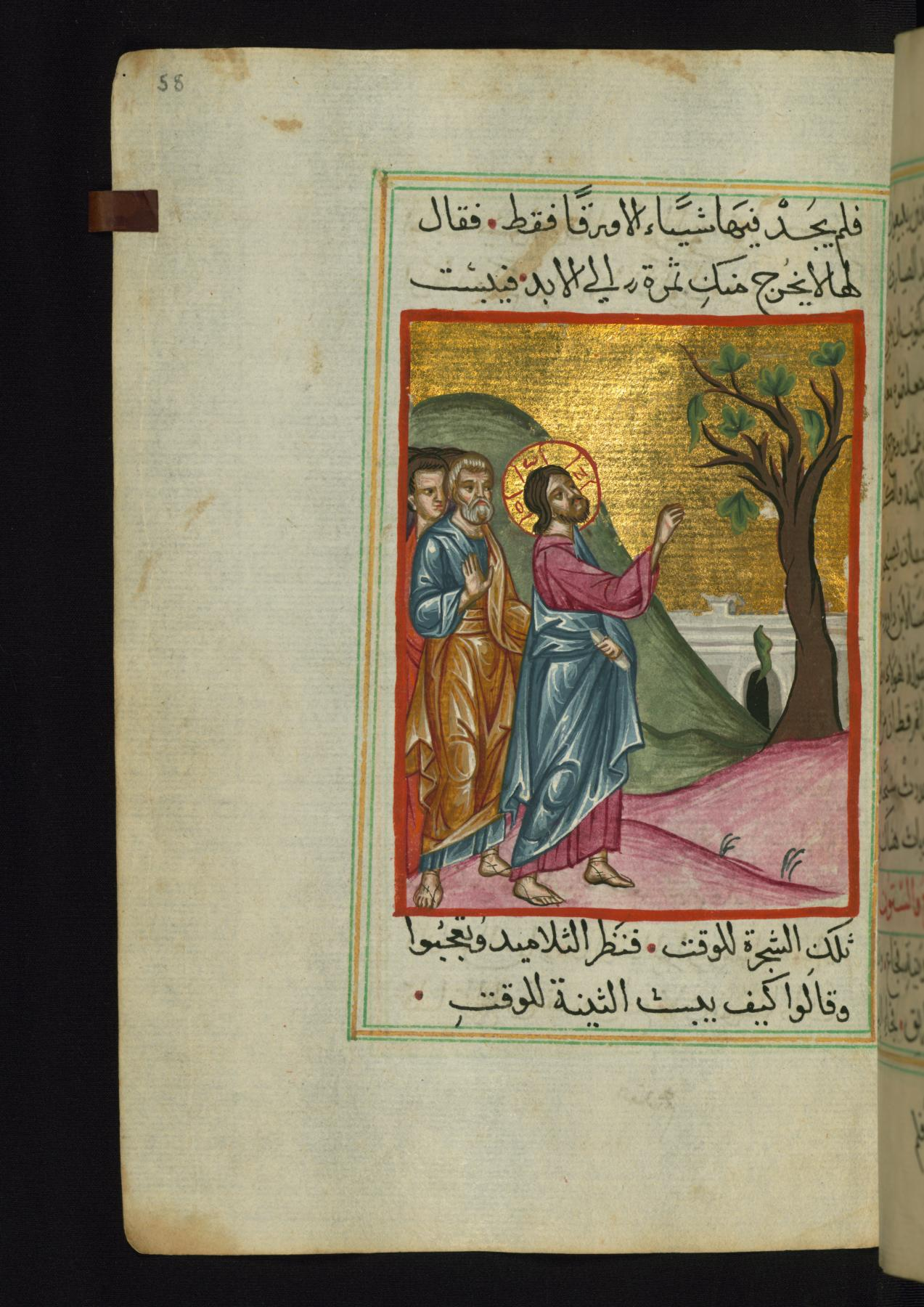